# 角突翘蛛
角突翘蛛（学名：Iura trigonapophysis）为跳蛛科翘蛛属的动物。在中国大陆，分布于广东、福建等地。该物种的模式产地在广东、福建。